# Olympische Winterspiele 2014
| Medaillenspiegel               | Medaillenspiegel   | Medaillenspiegel | Medaillenspiegel | Medaillenspiegel | Medaillenspiegel |
| Platz                          | Land               | G                | S                | B                | Ges.             |
| ------------------------------ | ------------------ | ---------------- | ---------------- | ---------------- | ---------------- |
| 1                              | Norwegen           | 11               | 6                | 9                | 26               |
| 2                              | Russland           | 10               | 10               | 9                | 29               |
| 3                              | Kanada             | 10               | 10               | 5                | 25               |
| 4                              | Vereinigte Staaten | 9                | 9                | 10               | 28               |
| 5                              | Niederlande        | 8                | 7                | 9                | 24               |
| 6                              | Deutschland        | 8                | 6                | 5                | 19               |
| 7                              | Schweiz            | 7                | 2                | 2                | 11               |
| 8                              | Belarus            | 5                | –                | 1                | 6                |
| 9                              | Österreich         | 4                | 8                | 5                | 17               |
| 10                             | Frankreich         | 4                | 4                | 7                | 15               |
| Vollständiger Medaillenspiegel |                    |                  |                  |                  |                  |

Die Olympischen Winterspiele 2014 (auch XXII. Olympische Winterspiele genannt) fanden vom 7. bis 23. Februar 2014 in Sotschi, einer Stadtregion mit 330.000 Einwohnern an der „russischen Riviera“ am Schwarzen Meer in Russland, statt. Sie waren die ersten Winterspiele in einer subtropischen Stadt sowie die zweiten Olympischen Spiele in Russland nach den Olympischen Sommerspielen 1980 in Moskau. Russland hatte sich zuvor bereits erfolglos um die Olympischen Winterspiele 2002 in Sotschi beworben.

## Wahl des Austragungsortes
Bis zur festgelegten Frist am 28. Juni 2005 reichten sieben Städte ihre Bewerbung zur Durchführung der Olympischen Winterspiele 2014 beim Internationalen Olympischen Komitee (IOC) ein: Almaty (Kasachstan), Bordschomi (Georgien), Jaca (Spanien), Pyeongchang (Südkorea), Salzburg (Österreich), Sofia (Bulgarien) und Sotschi (Russland). Gestützt auf einen Bericht der Evaluationskommission, die verschiedene Aspekte der Bewerbungen untersucht und bewertet hatte, reduzierte das IOC am 22. Juni 2006 das Kandidatenfeld auf drei Städte: Pyeongchang, Salzburg und Sotschi.
Die endgültige Entscheidung über den Austragungsort der Spiele fiel am 4. Juli 2007 in Guatemala-Stadt. 103 stimmberechtigte Mitglieder des IOC waren zur Abstimmung zugelassen, wobei die Mitglieder der Bewerberländer ihr Stimmrecht nicht ausüben durften. Vor der Wahl hatten die drei Kandidaten noch einmal Gelegenheit, die Vorzüge ihrer Bewerbung zu präsentieren. Salzburg scheiterte bereits im ersten Wahlgang mit 25 Stimmen, während Pyeongchang die meisten Stimmen erhielt. Im zweiten Wahlgang unterlag Pyeongchang (wie schon bei der Kandidatur vier Jahre zuvor gegen Vancouver) mit 47 zu 51 Stimmen gegen Sotschi. Somit wurden 2014 erstmals Olympische Winterspiele in Russland und in einer subtropischen Stadt am Meer – und erstmals im Kaukasus – ausgetragen.
Nachstehend die Ergebnisse der Wahlgänge:
| Stadt       | Land       | 1. Runde | 2. Runde |
| Sotschi     | Russland   | 34       | 51       |
| Pyeongchang | Südkorea   | 36       | 47       |
| Salzburg    | Österreich | 25       | –        |

## Vorbereitungen

### Organisation
Die Olympischen Winterspiele 2014 wurden vom Sochi 2014 Olympic Organizing Committee (SOOC) vorbereitet, das am 2. Oktober 2007 vom Russischen Olympischen Komitee, dem Sportministerium und der Stadt Sotschi gegründet wurde. Zum Vorsitzenden des Organisationskomitees wurde Alexander Schukow ernannt.
Das Komitee hat die Aufgabe die Wettkämpfe vorzubereiten, den Bau der Sportstätten und die Verbesserung der Infrastruktur zu betreiben und die Finanzierung der Spiele sicherzustellen. Im Rahmen der Winterspiele 2010 sagten die nunmehrigen Präsidenten des Organisationskomitees, Dmitri Tschernyschenko und Andrey Stroev, in einem Interview, dass man finanziell abgesichert und bereits eine Milliarde US-Dollar von privaten Sponsoren gesammelt worden sei, auch wenn Korruptionsvorwürfe zu hören sind.

### Verkehrsinfrastruktur

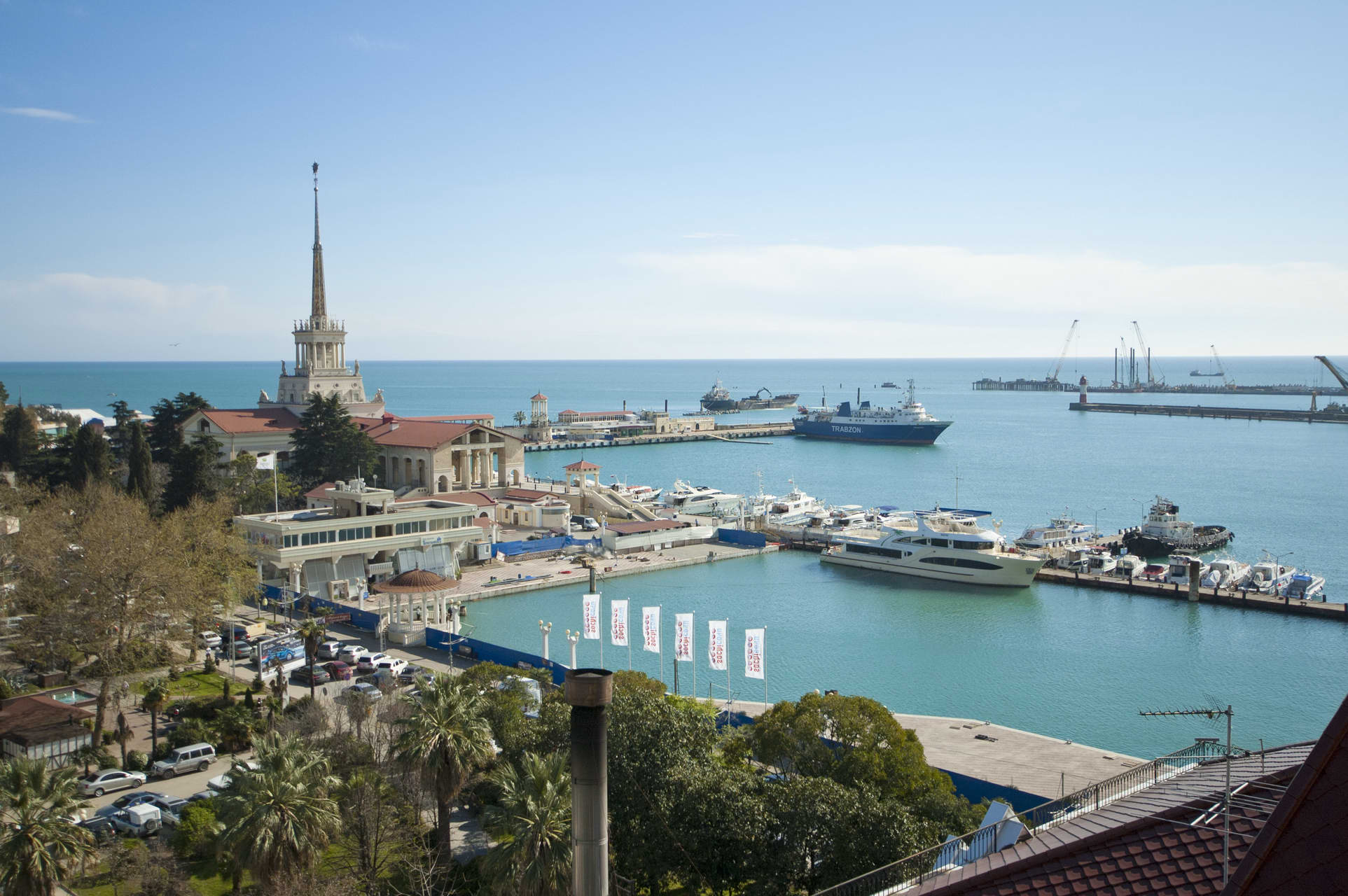
Im umgebauten Hafen von Sotschi können bis zu 300 m lange Kreuzfahrtschiffe anlegen.

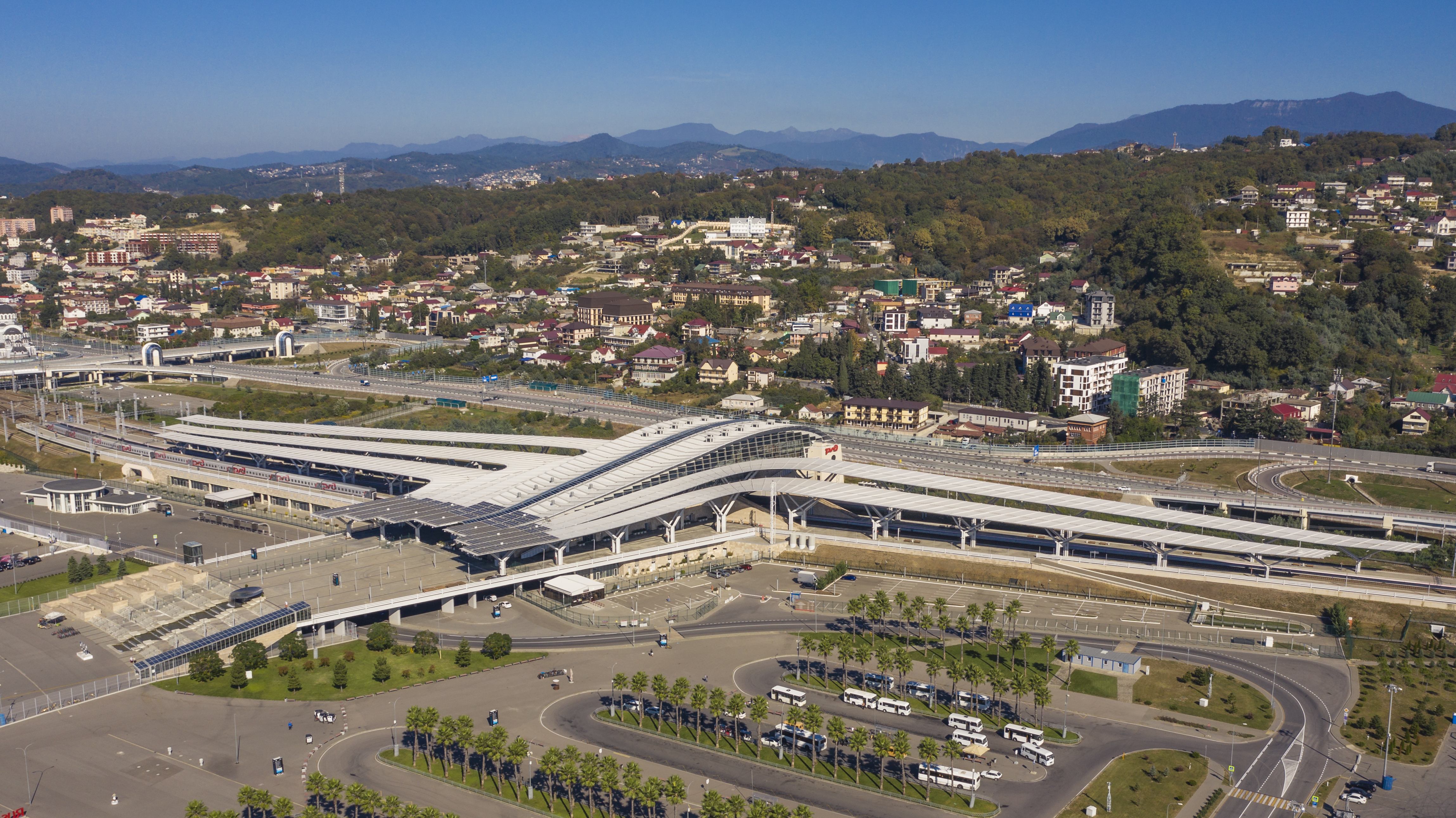
Der neue Bahnhof am Olympiapark

Mit Blick auf die Olympischen Winterspiele sollte die Verkehrsinfrastruktur erneuert und ausgebaut werden. So sollten Straßen, Brücken und Tunnel entstehen, die den Verkehr beschleunigen sollten. Laut Angaben des Leiters der zuständigen Baubehörde fehlten im Jahr 2009 jedoch rund 70 Millionen Euro im Budget, so dass sich Arbeiten verzögern konnten.
Hinzu kamen die Auswirkungen der internationalen Finanzkrise, die das Vorhaben, die meisten Sportstätten von privaten Investoren finanzieren zu lassen, erschwerten. In der ersten Hälfte des Jahres 2008 gab es laut Berichten russischer Medien für 8 von 14 Bauprojekten noch keinen Investor.
Im Dezember 2009 gab Russlands staatliche Bahngesellschaft, Rossijskije schelesnyje dorogi, den Bau von 38 Zügen vom Typ Siemens Desiro in Auftrag, die bei den Winterspielen in Sotschi zum Einsatz kommen werden und seit August 2013 den Streckenabschnitt zwischen Tuapse und Adler bedienen. Darüber hinaus wurde der Kauf von 16 weiteren Zügen vereinbart, die aber teilweise in Russland produziert werden sollen. Die Gesamtkosten des Kaufs belaufen sich auf rund 580 Millionen GBP.

### Fernsehübertragungsrechte
Aufgrund der Vorgaben des IOC durften die jeweiligen Inhalte auch nur von Nutzern im jeweiligen Ausstrahlungsland gesehen werden – die Fernsehsender und Berichterstatter mussten ihre entsprechenden Internetinhalte also mit einem so genannten Geoblocking versehen.
In den Vereinigten Staaten erhielt der Fernsehsender NBC die exklusiven Übertragungsrechte für rund eine Milliarde US-Dollar. NBC schickte neben seinem gesamten Sport-Team auch etliche terror- und kriegserfahrene Reporter nach Sotschi.
In Kanada wurden die Winterspiele von CBC Television und den Partnern The Sports Network und Sportsnet übertragen.
In Deutschland berichteten ARD und ZDF im täglichen Wechsel live und in ausführlicher Kommentierung bzw. in langen Interviews von den Spielen. Die Kosten für die Übertragungsrechte sollen unter 20 Millionen Euro gelegen haben, da regelmäßige Werbe-Einblendungen ermöglicht wurden. Die beiden Eishockey-Turniere wurden ferner live auf Sport1 übertragen; in Österreich erfolgten Übertragungen durch ORF SPORT + bzw. ORF eins sowie ATV; in der deutschen Schweiz hauptsächlich durch SRF zwei und vereinzelt durch SRF info.

## Wettkampfstätten
Bis 2014 wurden in Sotschi zwei Zentren gebaut. Anders als bei den anderen Kandidaturen bestanden die Wettkampfstätten Sotschi zum Zeitpunkt der abschließenden Präsentation lediglich als Computeranimation. Die Regierung und private Investoren wie beispielsweise Gazprom sicherten dem IOC Investitionen von rund 8,6 Milliarden Euro zu.

### Olympiapark Sotschi („Küstenregion“)

Zentraler Olympiapark in Adler (Sotschi)

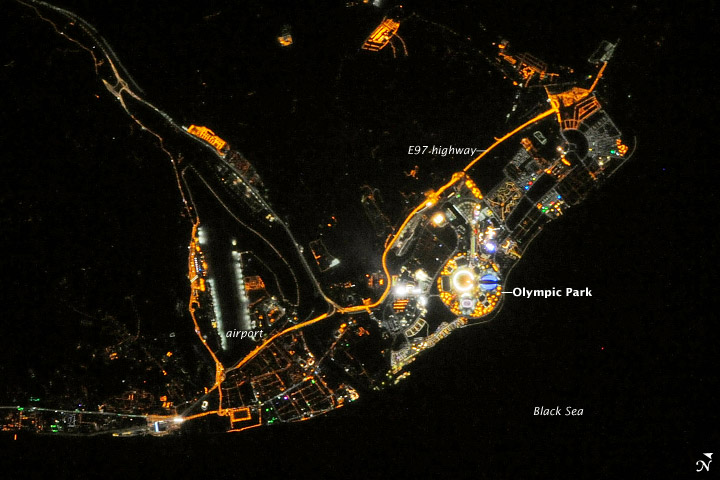
Olympiagelände bei Nacht (10. Februar 2014), Aufnahme von der ISS

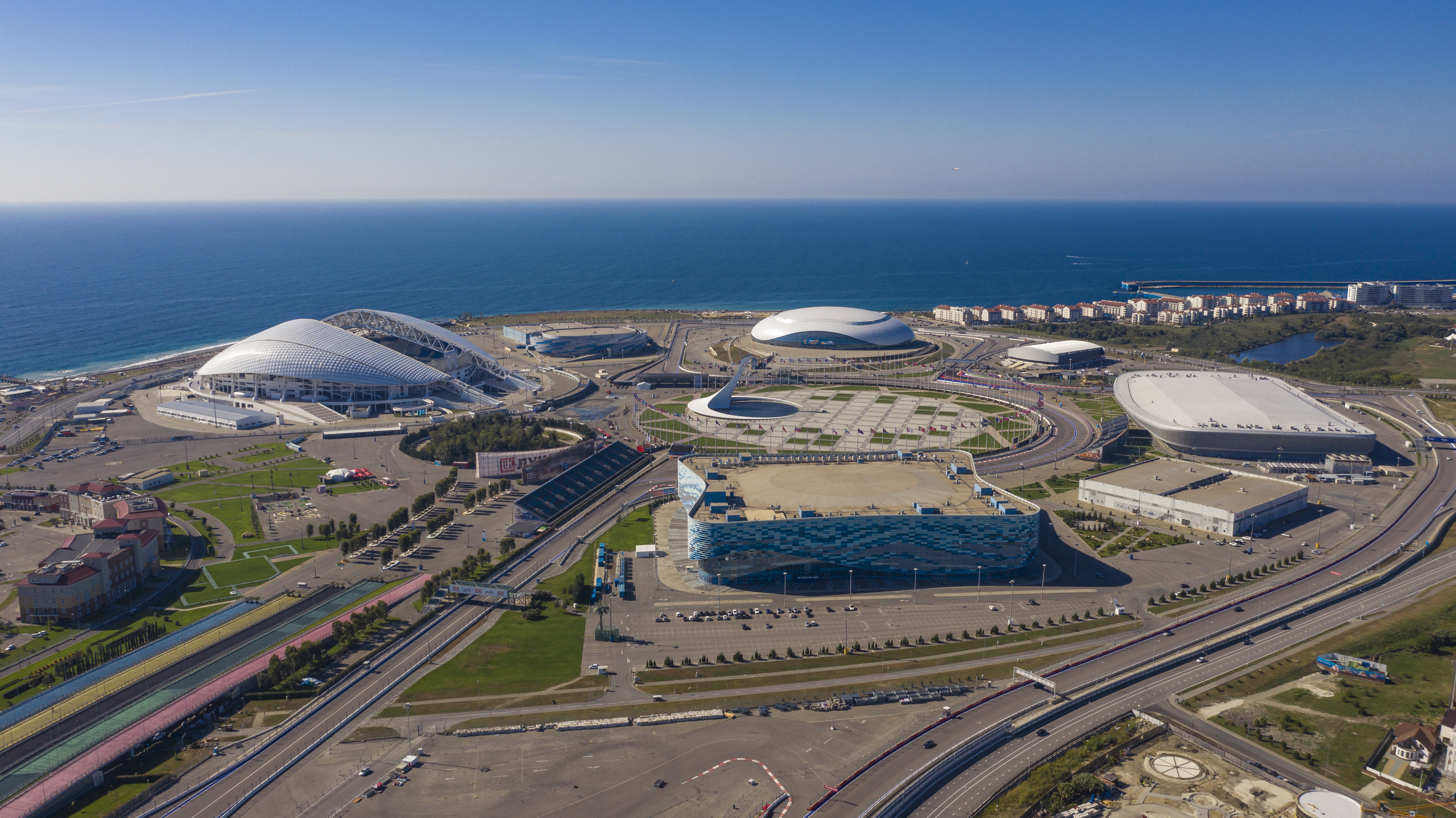
Der Olympiapark im Oktober 2018

Sämtliche Eishallen entstanden im Olympiapark Sotschi, wodurch erstmals in der olympischen Geschichte alle Hallen untereinander zu Fuß erreichbar sind. Das Gelände befindet sich etwa 30 km südlich der Kernstadt von Sotschi in Adler direkt am Schwarzen Meer und wird daher auch „Küstenregion“ genannt.
- Olympiastadion – das 2013 fertiggestellte Stadion hat eine Kapazität von 40.000 Zuschauern. Hier fanden die Eröffnungs- und die Schlussfeier der Spiele statt. Das Stadion ist nach einem Berg im Nordkaukasus benannt. Nach den Spielen soll das Stadion für Fußballspiele genutzt werden. Darüber hinaus wurde Sotschi als Austragungsort der Fußball-Weltmeisterschaft 2018 ausgewählt, so dass das Olympiastadion vier Jahre nach den Olympischen Spielen für eine weitere große internationale Sportveranstaltung genutzt wurde.
- Bolschoi-Eispalast (Übersetzung: Großer Eispalast) – die Multifunktionsarena bietet 12.000 Zuschauern Platz und wurde 2012 fertiggestellt. In der Arena fanden die Finalbegegnungen im Eishockey statt.
- Schaiba-Eisarena – in der Multifunktionshalle für 7.000 Zuschauer fanden Eishockeyspiele statt. „Schaiba“ ist der russische Name des Pucks im Eishockey. Die Halle ist so konzipiert, dass sie nach den Spielen abgebaut und in einer anderen Stadt wiederaufgebaut werden kann.
- Adler-Arena – die Halle hat eine Kapazität von 8.000 Zuschauern und bietet Platz für eine 400-Meter-Eisbahn. Eisschnelllauf fand hier statt. Nach den Spielen kann wiederum die Halle abgebaut und in einer anderen Stadt als Messehalle wiederaufgebaut werden.
- Eisberg-Eislaufpalast – die Multifunktionsarena wurde 2012 fertiggestellt und hat eine Kapazität von 12.000 Plätzen. In der Halle fanden Eiskunstlaufen und Shorttrack statt. Die Arena ist erneut so konzipiert, dass sie nach den Spielen abgebaut und in einer anderen Stadt als Eishalle wieder aufgebaut werden kann.
- Ice Cube Curling Center („Eiswürfel“ Curling Center) – in der Multifunktionshalle für 3.000 Zuschauer wurden die Curlingwettkämpfe ausgetragen. Auch diese Halle kann nach den Spielen abgebaut und in einer anderen Stadt wieder aufgebaut werden.

Die „Medal Plaza“ für die Siegerehrungen, das olympische Dorf und das Medienzentrum befinden sich auch im bzw. beim Olympiapark.

### Krasnaja Poljana („Schneeregion“)

Olympischen Winterspiele 2014 Berg Cluster Veranstaltungsorte (interaktive Karte)

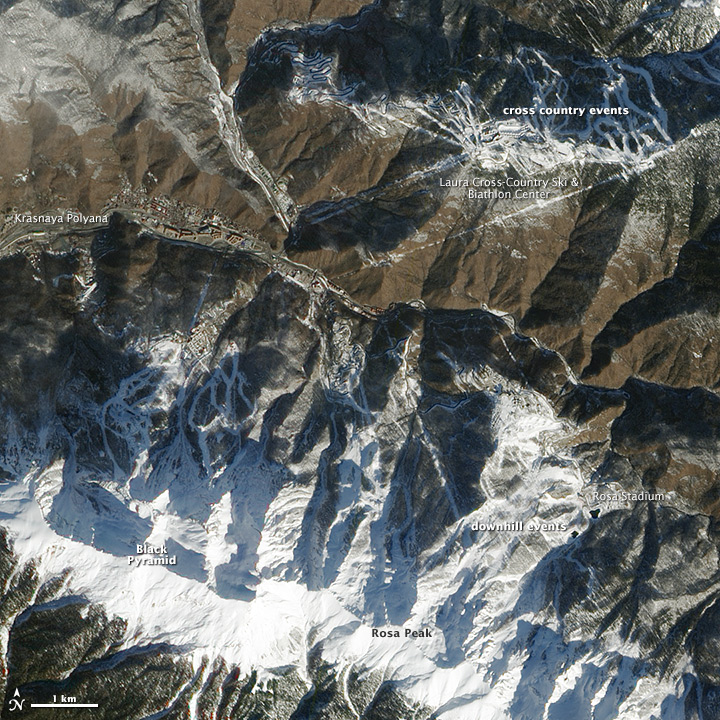
Satellitenbild der „Schneeregion“

Die Schnee-, Bob- und Rodelwettbewerbe wurden in dem Gebiet um das knapp 4000 Einwohner zählende Gebirgsdorf Krasnaja Poljana (dt. Rote Lichtung), das 30 km nordöstlich von Adler auf etwa 600 m Höhe im Tal der Msymta liegt, ausgetragen. Diese Region wurde im Zuge der Vorbereitung auf die Olympischen Spiele zu einem exklusiven Wintersportresort ausgebaut. Die „Schneeregion“ besteht aus folgenden Wettkampfstätten:
- RusSki Gorki Skisprung-Zentrum – die Skisprunganlage wurde im 400-Einwohner-Dorf Esto-Sadok erbaut, das an den nördlichen Hängen der Aibga-Bergkette liegt. Die Anlage hat eine Kapazität für 7.500 Zuschauer. Sie soll nach den Olympischen Spielen das nationale Trainingszentrum der russischen Skispringer werden.
- Bob- und Rodelbahn Sliding Center Sanki – die vom Ingenieurbüro Gurgel + Partner konzipierte Bob- und Rodelbahn wurde in Rschanaja Poljana gebaut und bietet Platz für 5.000 Zuschauer. Die Höchstgeschwindigkeit ist auf 138 km/h begrenzt.[17] „Sanki“ ist das russische Wort für „Schlitten“.
- Laura Biathlon- und Skilanglaufzentrum – die Anlage wurde auf dem Psechako-Bergkamm (Chrebet Psechako) errichtet, der rund 6 km von Krasnaja Poljana entfernt ist. Die Anlage wird ein Langlauf- und ein Biathlon-Stadion für jeweils 7.500 Zuschauer umfassen. Der Name „Laura“ kommt von einem wilden Gebirgsfluss des Kaukasus.
- „Rosa Chutor“ Free-Style- und Snowboard-Park – auf dem schneesicheren Bergplateau Rosa Chutor fanden die Freestyle- und Snowboard-Wettkämpfe statt. Die Anlagen im Park bieten Platz für 4.000 bzw. 6.250 Zuschauer.
- Rosa Chutor Alpin-Zentrum – im etwa acht Kilometer von Krasnaja Poljana entfernten Rosa Chutor wurden sämtliche alpinen Skientscheidungen ausgetragen. Die Skipisten liegen an den steilen Hängen der Aibga-Bergkette und wurden vom ehemaligen Schweizer Skirennläufer Bernhard Russi konzipiert. Die Gesamtpistenlänge beträgt rund 9 km.

Der Anteil an Kunstschnee lag bei rund 80 Prozent, was einen enormen Wasser- und Stromverbrauch verursachte.

## Teilnehmer
Von 88 Ländern hatte sich mindestens ein Sportler für die Teilnahme an den Winterspielen von Sotschi qualifiziert. Das ist mit insgesamt 2861 Teilnehmern ein neuer Rekord. Die Mannschaften folgender sieben NOKs gaben ihr olympisches Winterspieldebüt: Dominica, Malta, Osttimor, Paraguay, Simbabwe, Togo und Tonga.
Zunächst starteten die qualifizierten Sportler aus Indien als unabhängige Olympiateilnehmer, da das NOK von Indien bei dem Beginn der Spiele noch vom IOC suspendiert war, um Einmischungen durch die Politik zu sanktionieren. Am 11. Februar 2014 wurde die Suspendierung mit sofortiger Wirkung aufgehoben, sodass die Athleten unter der Fahne Indiens starten durften. Das war das erste Mal, dass das IOC die Suspendierung eines Nationalen Olympischen Komitees während Olympischer Spiele aufhob.
Eine prominente Teilnehmerin war die weltbekannte Stargeigerin Vanessa-Mae, die unter dem Namen Vanessa Vanakorn für Thailand in der alpinen Ski-Disziplin Riesenslalom antrat.
Algerien, Puerto Rico und Südafrika entschlossen sich, ihren jeweils einzigen für die Spiele qualifizierten Athleten (für Algerien Mehdi-Selim Khelifi), nicht teilnehmen zu lassen. Die Bahamas hatten, obwohl zwei Sportler die Qualifikationskriterien erfüllten, eine Meldung gar nicht erst erwogen.

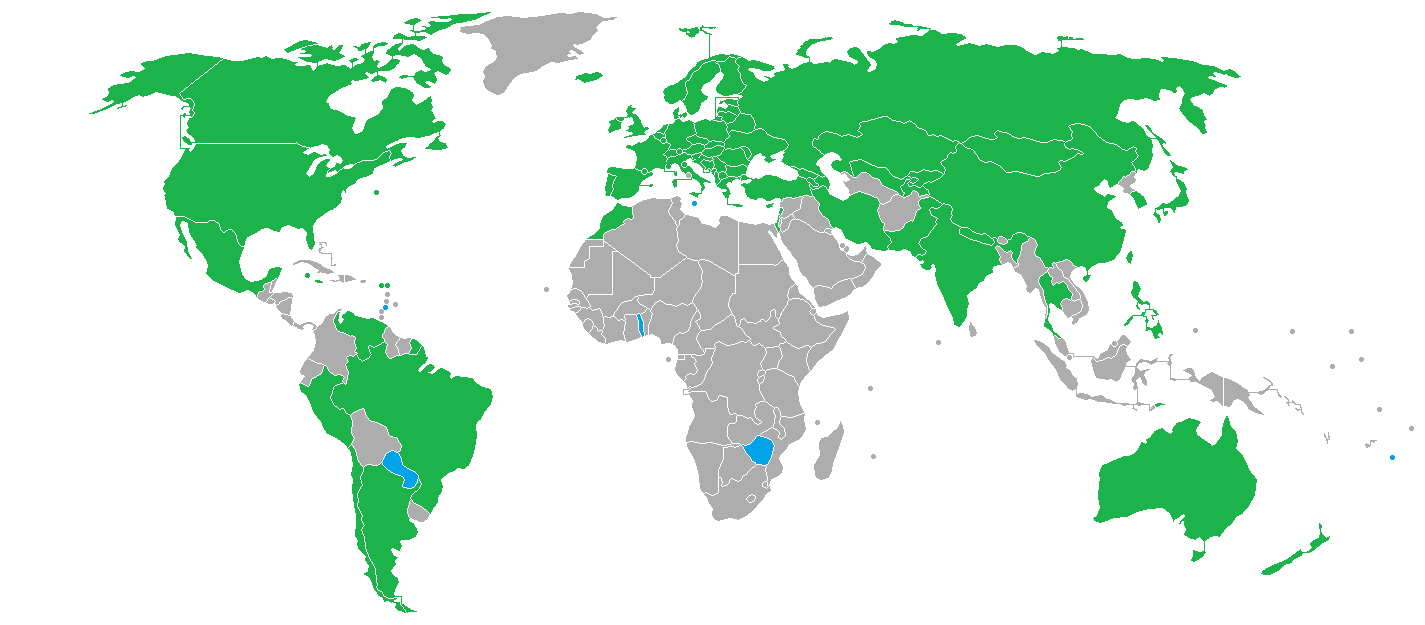
Länder mit teilnehmenden Mannschaften
Länder nahmen erstmals an Winterspielen teil

| Europa (1949 Athleten aus 45 Nationen) | Europa (1949 Athleten aus 45 Nationen) | Europa (1949 Athleten aus 45 Nationen) |
| --- | --- | --- |
| - Albanien (2) - Andorra (6) - Armenien (4) - Aserbaidschan (4) - Belarus (26) - Belgien (7) - Bosnien und Herzegowina (5) - Bulgarien (18) - Dänemark (12) - Deutschland (153) - Estland (25) - Finnland (104) - Frankreich (114) - Georgien (4) - Griechenland (7) - Großbritannien (56) - Irland (5) | - Island (5) - Israel (5) - Italien (113) - Kroatien (11) - Lettland (57) - Liechtenstein (4) - Litauen (9) - Luxemburg (1) - Malta* (1) - Mazedonien (3) - Moldau (4) - Monaco (5) - Montenegro (2) - Niederlande (41) - Norwegen (119) - Österreich (130) - Polen (59) | - Portugal (2) - Rumänien (23) - Russland (226) - San Marino (2) - Schweden (111) - Schweiz (163) - Serbien (8) - Slowakei (63) - Slowenien (67) - Spanien (20) - Tschechien (89) - Türkei (6) - Ukraine (43) - Ungarn (16) - Zypern (2) |
| Amerika (491 Athleten aus 15 Nationen) | | |
| - Amerikanische Jungferninseln (1) - Argentinien (7) - Bermuda (1) - Brasilien (13) - Britische Jungferninseln (1) | - Cayman Islands (1) - Chile (6) - Dominica* (2) - Jamaika (3) - Kanada (220) | - Mexiko (1) - Paraguay* (1) - Peru (3) - Vereinigte Staaten (230) - Venezuela (1) |
| Asien (340 Athleten aus 22 Nationen) | | |
| - China, Volksrepublik (65) - Chinesisch Taipeh (3) - Hongkong (China) (1) - Indien (3) (bis 10. Februar als Unabhängige Olympiateilnehmer) - Iran (5) - Japan (113) | - Kasachstan (51) - Kirgisistan (1) - Korea, Republik (71) - Libanon (2) - Mongolei (2) - Nepal (1) - Osttimor* (1) | - Pakistan (1) - Philippinen (1) - Tadschikistan (1) - Thailand (2) - Usbekistan (3) |
| Ozeanien (76 Athleten aus 3 Nationen) | | |
| - Australien (60) | - Neuseeland (15) | - Tonga* (1) |
| Afrika (5 Athleten aus 3 Nationen) | | |
| - Marokko (2) | - Simbabwe* (1) | - Togo* (2) |
| (Anzahl der Athleten) * erstmalige Teilnahme an Winterspielen | | |

Die Teilnehmerzahlen der Länder wurden der Homepage des Veranstalters mit Stand vom 9. Februar 2014 entnommen.

## Symbolik

### Logo und Motto

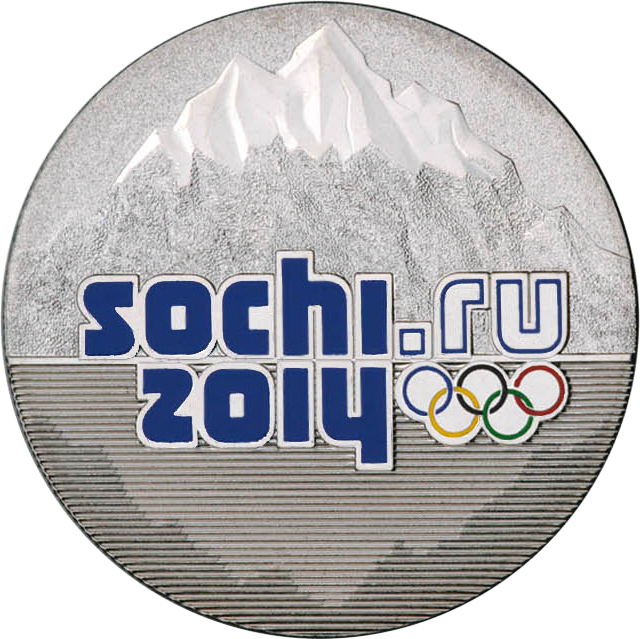
Das Logo auf einer Münze

Das von der internationalen Agentur Interbrand und einem Expertenrat des Organisationskomitees entworfene Logo wurde am 1. Dezember 2009 in Moskau präsentiert.
Es zeigt erstmals in der Geschichte des IOC eine Internetadresse als Logo, die Domain sochi2014.ru. Da aber die Top-Level-Domain „.ru“ über die olympischen Ringe gestellt wurde und die Zahl in „2014“ in kyrillisch anmutenden Zeichen („ZОІЧ“, ohne solche zu sein), geschrieben wurde, wird häufig nur „sochi.ru“ wahrgenommen – eine Weiterleitung von der vermeintlichen zur eigentlichen Internetadresse www.sochi2014.ru wurde jedenfalls eingerichtet. Die Zeilen „sochi“ und darunter „2014“ in blauer Farbe sind so angeordnet, dass sie sich nach Ansicht der Agentur spiegeln, „wie die Gipfel des Kaukasus im Schwarzen Meer vor Sotschi“. Rechts davon stehen das weiße und nur blau umrandete „.ru“ für Russland, die fünf olympischen Ringe wurden darunter dargestellt. Das Logo mit der Internetadresse soll die digitale Generation ansprechen und einen offenen Dialog zwischen den Nationen und Fans fördern.
Diese Olympischen Winterspiele sollten unter dem Slogan „Gateway to the Future“ („Tor zur Zukunft“) stehen. Sotschi 2014 soll für Russland das Tor in die Zukunft sein, für eine nachhaltige sportliche, soziale, wirtschaftliche und ökologische Entwicklung. Gemäß OK-Chef Dmitri Tschernitschenko sollen diese Winterspiele „die ganze Region verändern“. Trotz Investitionen von geschätzten 35 Milliarden Euro (entspricht 12,2 Millionen Euro pro Olympiateilnehmer) bezweifeln ausländische Experten aber die Nachhaltigkeit und vor allem die ökologische Verträglichkeit von Olympischen Winterspielen in einer subtropischen Stadt.
Das offizielle Motto der Spiele wurde im September 2012 bekannt gegeben und lautet „Жаркие. Зимние. Твои.“ bzw. „Hot. Cool. Yours“, „Heiß. Kühl. Deins“. Dmitri Tschernitschenko meinte, das Motto beschreibe die Vielfalt Russlands. Es beziehe sich zudem auf „die Leidenschaft des Sports, die Jahreszeit und die Wahrnehmung Russlands in der Welt sowie die Olympischen Spiele für Jedermann“.

### Maskottchen

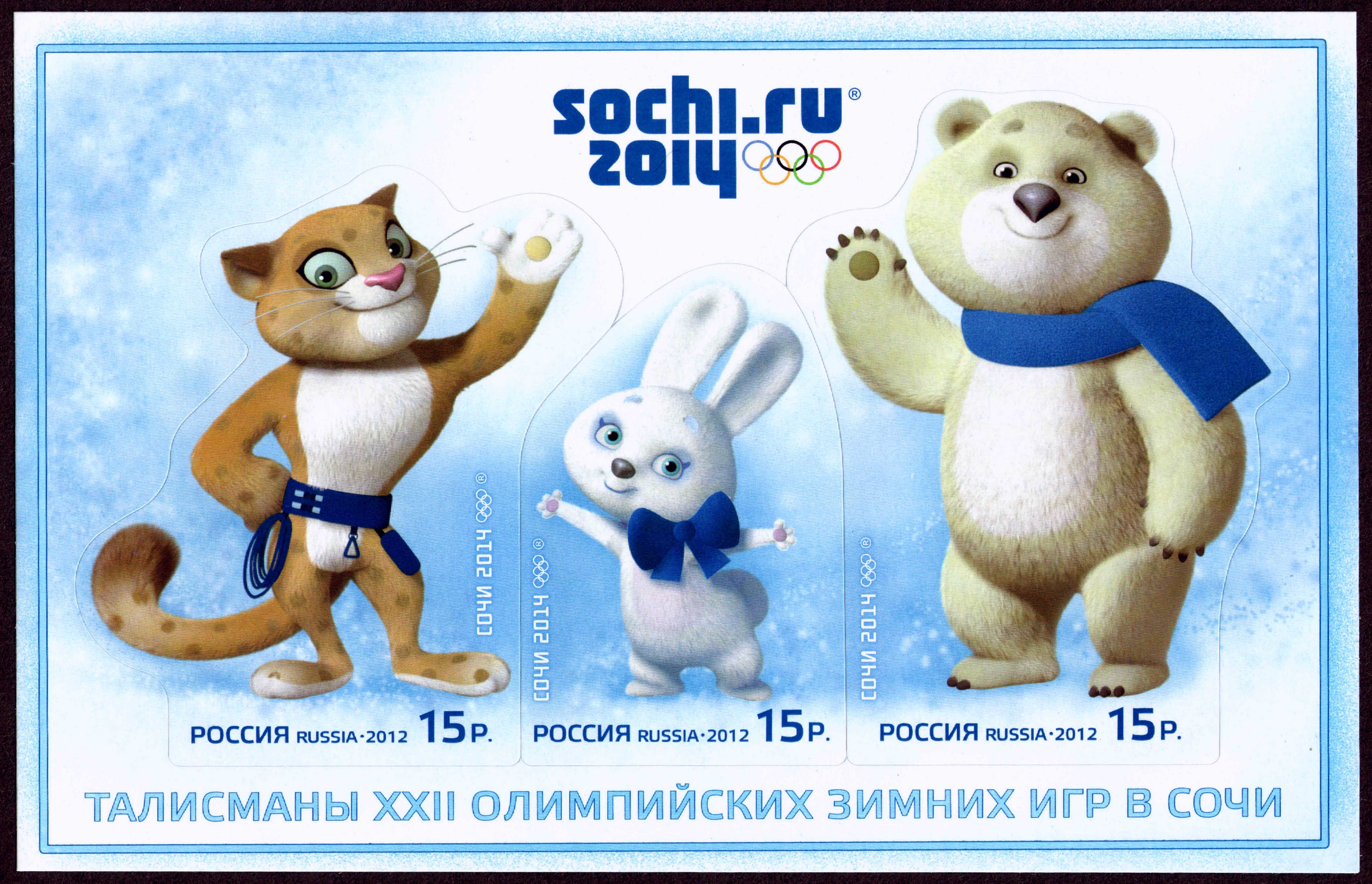
Russischer Briefmarkenblock mit den drei Maskottchen für die Olympischen Winterspiele 2014

Als offizielle Maskottchen wählte das Publikum im russischen TV-Sender Perwy kanal gleich drei Tiere: Der Kaukasusleopard (28 Prozent der Stimmen), der Eisbär (18 Prozent) und der Schneehase (16 Prozent) sind die offiziellen Maskottchen der Olympischen Winterspiele 2014 in Sotschi. Russlands Regierungschef Wladimir Putin bezeichnete den Leoparden als ein „starkes, schnelles und schönes Tier, das einst im Kaukasus beheimatet war und jetzt in der Region wieder angesiedelt werden soll“.

### Medaillen
Die 1300 Gold-, Silber- und Bronzemedaillen für die Olympischen Spiele und die Paralympics wurden von der Moskauer Juwelierfabrik „Adamas“ hergestellt.
Dafür wurden 3 Kilogramm Gold, 2 Tonnen Silber und 700 Kilogramm Bronze benötigt. Eine Goldmedaille besteht aus reinem Silber, die mit mindestens 6 Gramm Gold überzogen ist. Die Medaillen haben einen Durchmesser von 10 cm und besitzen eine halbkreisförmige Aussparung, in die ein Polykarbonateinsatz eingefügt wird, was erstmals bei Medaillen für Olympische Spiele erfolgt. Für die 25 Herstellungsschritte werden insgesamt acht Arbeitsstunden je Medaille aufgewendet. Insbesondere der Arbeitsschritt des Einsetzens ist sehr kompliziert.
Alle verwendeten Metalle wurden auf dem Gebiet Russlands gefördert, und die Medaillen wurden nur von russischen Spezialisten hergestellt.
Jene Goldmedaillen, die am 15. Februar vergeben wurden, enthielten ein Fragment des Meteors von Tscheljabinsk, der ein Jahr zuvor in den Tschebarkulsee gefallen war.

### Fackellauf
Das olympische Feuer startete durch Alexander Owetschkin am 7. Oktober 2013 um 12:00 Uhr (Moskauer Zeit) am Roten Platz in Moskau den Fackellauf.
Die Fackel wurde aus der Silhouette einer Feder des zauberhaften Feuervogels designt, der nach einem russischen Volksmärchen Glück und Erfolg bringen soll.
Die erste Fackelläuferin war die Olympiasiegerin Anastassija Dawydowa.
Mit dem Atomeisbrecher „50 Let Pobedy“ wurde das olympische Feuer bis zum 20. Oktober 2013 von der Hafenstadt Murmansk nach vier Tagen an den 5000 Kilometer entfernten Nordpol gebracht. Damit war das olympische Feuer erstmals am Nordpol. Vertreter aller Anrainerländer des Polarmeeres führten dort den Fackellauf fort.
Vom kasachischen Weltraumbahnhof Baikonur aus startete die Fackel am 7. November 2013 zur Internationalen Raumstation ISS. Dort wurde sie zum ersten Mal in den freien Weltraum getragen. Eine Live-Übertragung im russischen Fernsehen zeigte das Ereignis.
Die Flamme wurde wegen des Sauerstoffmangels im All und allgemeiner Sicherheitsbedenken nicht entzündet.
Am 23. November 2013 sank die Fackel bis auf den Grund des Baikalsees in Sibirien, dem tiefsten Süßwassersee der Welt. In 13 Metern Tiefe wurde die Fackel von drei Tauchern übergeben.
Anschließend wurde die Fackel noch mit einem Flyboard an die Wasseroberfläche und weiter bis ans Ufer getragen. Auch hier wurde das Ereignis im Staatsfernsehen gezeigt.
Am 1. Februar 2014 bestätigte das IOC, dass die vermeintliche „Live“-Übertragung des Fackellaufs auf dem 5642 Meter hohen Elbrus (höchster Berg Russlands) bereits Ende Oktober aufgenommen wurde, um die Fackelläufer nicht witterungsbedingt in unnötige Gefahr zu bringen.

## Zeremonien

### Vorbereitung
Das Organisationskomitee der Olympischen Winterspiele 2014 hatte die eigens für diesen Zweck gegründete „Ceremonies Staging Agentur“ mit der Planung, Gestaltung und Produktion der Eröffnungsfeier beauftragt. Konstantin Ernst, der Generaldirektor des staatlichen Fernsehsenders Channel One, war Regisseur und Chief Creative Producer der Eröffnungsfeier. Andrey Boltenko war der künstlerische Leiter. Ausführender Produzent war Andrey Nasonovskiy. Das Bühnenbild wurde vom Produktionsdesigner Georgy Tsypin gestaltet. Das Drehbuch schrieben Konstantin Ernst, Andrey Boltenko und Georgy Tsypin gemeinsam.
Unterstützt wurde die „Ceremonies Staging Agentur“ von den Machern der preisgekrönten Eröffnungsfeier der Olympischen Sommerspiele 2012 in London „Isle of Wonder“. Der amerikanische Eventspezialist Scott Givens übernahm die Geschäftsführung der Eröffnungs- und Abschlussfeier in Sotschi.

### Eröffnungsfeier

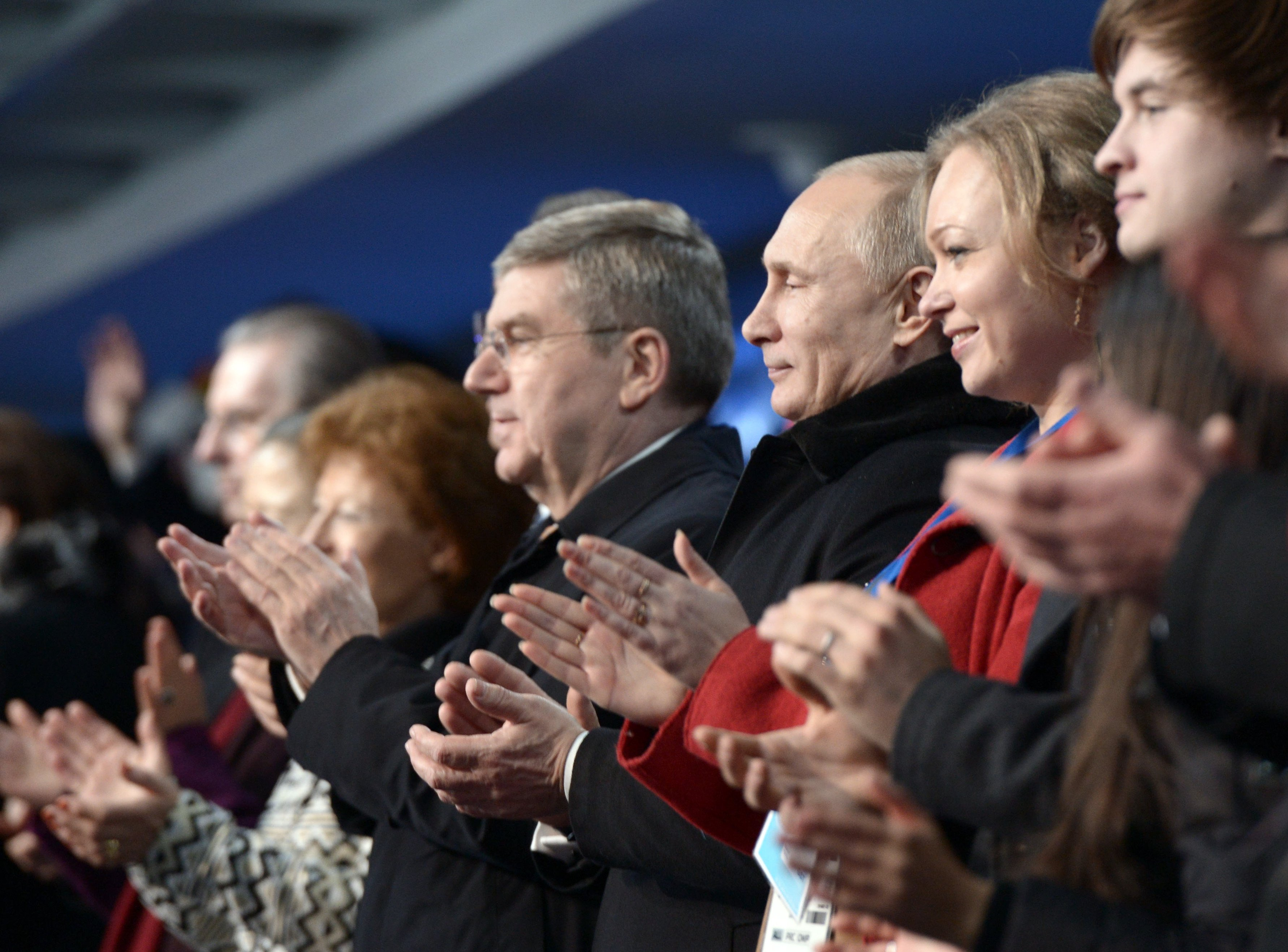
IOC-Präsident Thomas Bach und Wladimir Putin bei der Eröffnungsfeier der Olympischen Winterspiele 2014 im Stadion Fischt

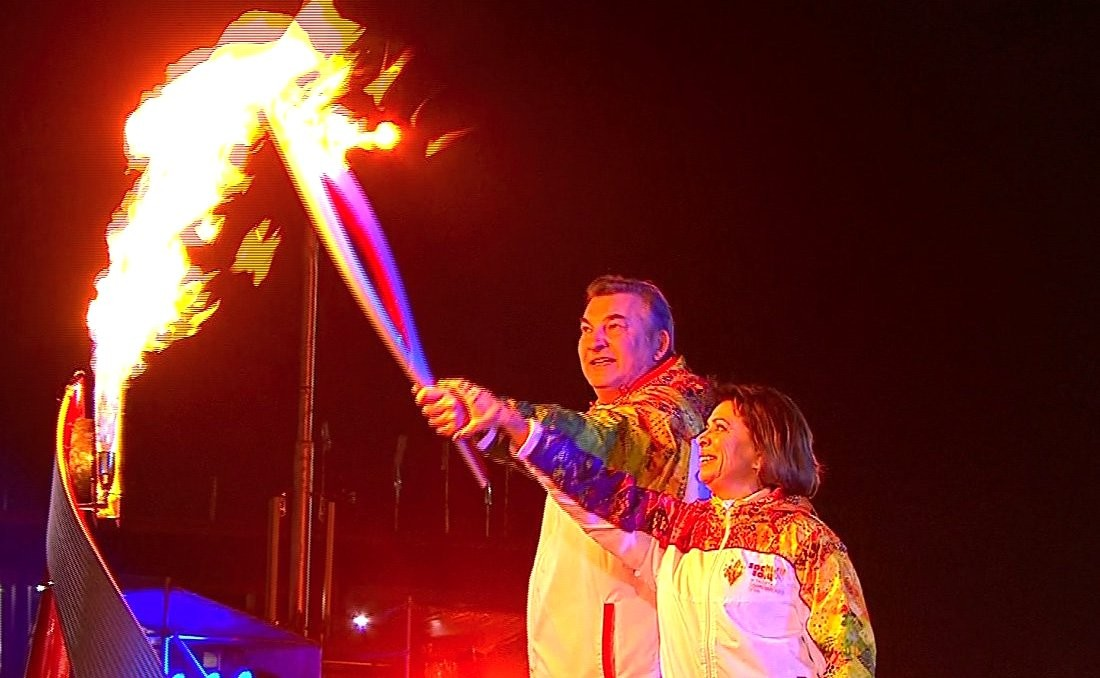
Irina Rodnina und Wladislaw Tretjak entzündeten das Olympische Feuer

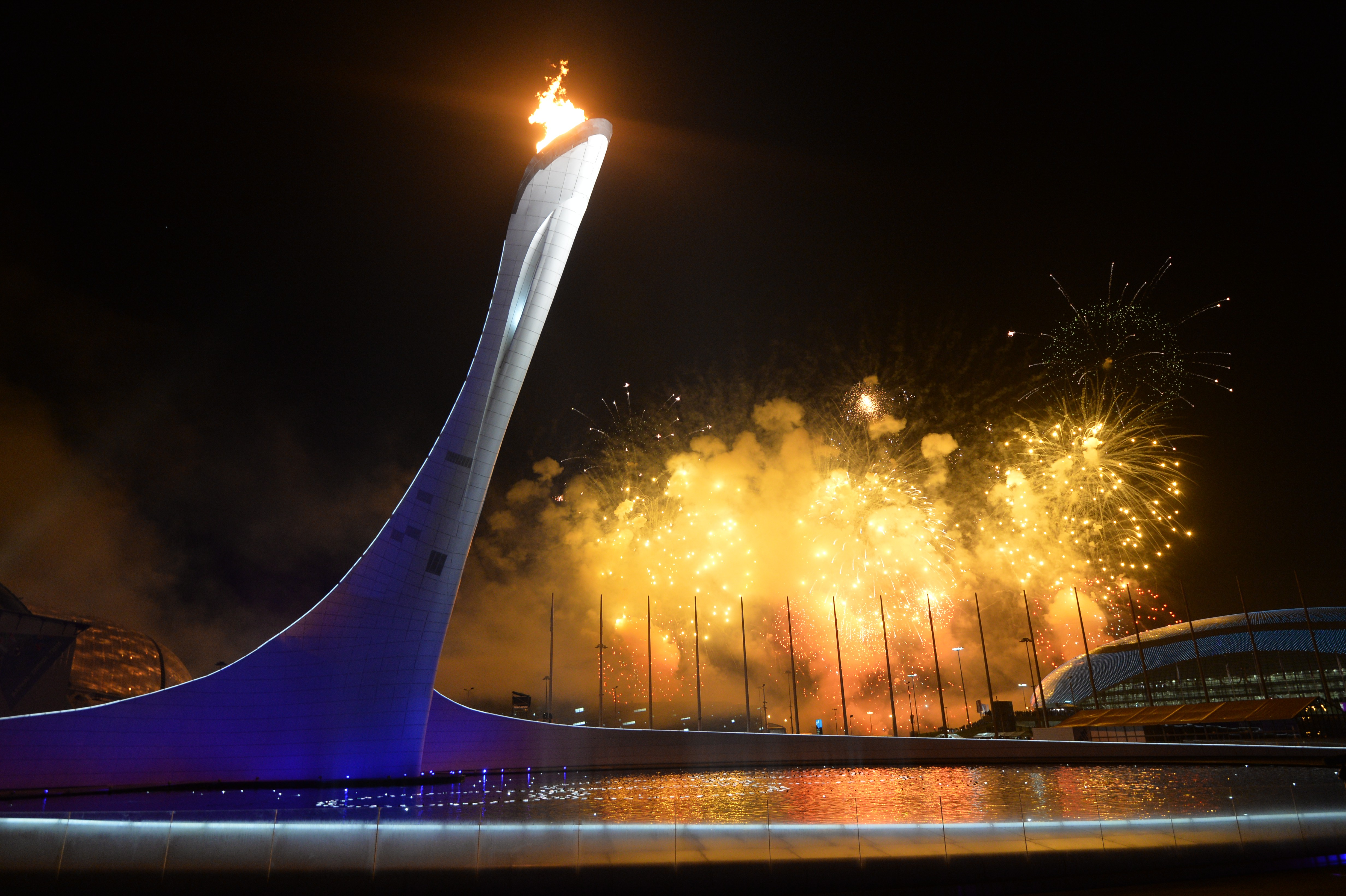
Das Olympische Feuer

Die Eröffnungsfeier der XXII. Olympischen Winterspiele fand am Abend des 7. Februar 2014 im Fischt-Olympiastadion in Adler vor 40.000 Zuschauern statt. Mehr als 3000 Darsteller wirkten bei der Show mit. Die Darsteller bestanden aus freiwilligen Helfern und verschiedenen professionellen Tanz- und Akrobatengruppen aus ganz Russland. Die bekanntesten waren die Mitglieder des Moskauer Bolschoi-Balletts. Die olympische Hymne wurde von Anna Netrebko gesungen.
Ein Video auf den Großbildschirmen im Stadion zeigte das Mädchen Ljubow (russisch für „Liebe“), gespielt von der 11-jährigen Liza Temnikowa, beim Schlafen. Dabei träumte das Mädchen in der Reihenfolge des russischen Alphabetes von verschiedenen Künstlern und Erfindungen Russlands.
| Buchstabe | Buchstabe | Russisch                                     | Deutsch                                              |
| 01.       | А         | Азбука (Букварь)                             | Russisches Alphabet (Fibel)                          |
| 02.       | Б         | Байкал                                       | Baikalsee                                            |
| 03.       | В         | Вертолёт (Сикорский, Игорь Иванович)         | Hubschrauber (Sikorski)                              |
| 04.       | Г         | Гагарин, Юрий Алексеевич/Гжель               | Gagarin/Keramik aus Gschel                           |
| 05.       | Д         | Достоевский, Фёдор Михайлович                | Dostojewski                                          |
| 06.       | Е         | Екатерина Великая                            | Katharina die Große                                  |
| 07.       | Ё         | Ёжик в тумане                                | Der Igel im Nebel                                    |
| 08.       | Ж         | Жуковский, Николай Егорович                  | Schukowski                                           |
| 09.       | З         | Зерноуборочный комбайн                       | Mähdrescher                                          |
| 10.       | И         | Российская Империя                           | Russisches Kaiserreich                               |
| 11.       | Й         | Чайковский, Пётр Ильич                       | Tschaikowski                                         |
| 12.       | К         | Кандинский, Василий Васильевич               | Wassily Kandinsky                                    |
| 13.       | Л         | Луноход (космическая программа)              | Lunochod (Raumfahrtprogramm)                         |
| 14.       | М         | Малевич, Казимир Северинович                 | Malewitsch                                           |
| 15.       | Н         | Набоков, Владимир Владимирович               | Nabokov                                              |
| 16.       | О         | Орбитальная станция (Российский сегмент МКС) | Russlands Anteil der Internationalen Raumstation ISS |
| 17.       | П         | Периодическая система химических элементов   | Periodensystem der chemischen Elemente               |
| 18.       | Р         | Русский балет Дягилева                       | Ballets Russes                                       |
| 19.       | С         | Спутник-1                                    | Sputnik 1                                            |
| 20.       | Т         | Толстой, Лев Николаевич/Телевидени (Розинг)  | Tolstoi/Fernsehen (Rosing)                           |
| 21.       | У         | Ушанка                                       | Uschanka                                             |
| 22.       | Ф         | Фишт                                         | Fischt (Berg nahe Sotschi)                           |
| 23.       | Х         | Хохлома                                      | Chochloma                                            |
| 24.       | Ц         | Циолковский, Константин Эдуардович           | Ziolkowski                                           |
| 25.       | Ч         | Чехов, Антон Павлович                        | Tschechow                                            |
| 26.       | Ш         | Шагал, Марк Захарович                        | Chagall                                              |
| 27.       | Щ         | Щусев, Алексей Викторович                    | Schtschussew                                         |
| 28.       | Ъ         | Пушкин(ъ), Александр Сергеевич               | Puschkin                                             |
| 29.       | Ы         | Мы                                           | Wir                                                  |
| 30.       | Ь         | Любовь                                       | Liebe                                                |
| 31.       | Э         | Эйзенштейн, Сергей Михайлович                | Eisenstein                                           |
| 32.       | Ю         | Парашют (Котельников, Глеб Евгеньевич)       | Fallschirm (Kotelnikow)                              |
| 33.       | Я         | Россия                                       | Russland                                             |

Danach griff Ljubow, live im Stadion, das Seil eines Flugdrachens aus Papier und flog unter das Stadiondach. Dabei schwebte sie an neun verschiedenen russischen Landschaften vorbei, die die Vielfalt und Größe Russlands zeigten. Ljubow flog über den Ural, Kamtschatka, über den Baikalsee und russische Dorflandschaften. Diese Landschaften flogen auf neun kleinen Bühnen in 15 Metern Höhe durch das Stadion. Am Ende ihres Fluges erschienen hunderte Darsteller in ethnischen Kostümen sowie fünf große Schneeflocken, die aufeinander zuflogen und sich zu den olympischen Ringen vereinigten. Durch einen technischen Fehler vereinigten sich nur vier der fünf Ringe und ein Feuerwerk blieb aus. Dieser Fehler wurde vom russischen Staatsfernsehen Rossija 1 in Russland nicht übertragen.
Zur russischen Nationalhymne, vorgetragen durch den Männerchor des Moskauer Sretenski-Klosters, hissten Kosmonauten die Fahne des Gastgeberlandes. Es folgte der Einmarsch der Nationen, angeführt von der griechischen Mannschaft. Die Athleten betraten das Stadion durch eine Öffnung von unten und nahmen in den unteren Sitzrängen Platz. Während des Einmarsches, der von einem DJ mit Remixes russischer Musik begleitet wurde, wurde jedes Teilnehmerland auf den Boden des Stadions projiziert.
Nach dem Einzug der Nationen leiteten die drei überdimensionalen Maskottchen der Spiele, ein Eisbär, ein Amurleopard und ein Schneehase, zur Darstellung einiger Szenen der russischen Geschichte über.
Offiziell eröffnet wurden die Spiele durch den russischen Präsidenten Wladimir Wladimirowitsch Putin. Letzte Fackelträger waren der russische Eishockeyspieler Wladislaw Alexandrowitsch Tretjak und die russische Eiskunstläuferin Irina Konstantinowna Rodnina. Der olympische Eid wurde von dem Shorttracker Ruslan Albertowitsch Sacharow, dem Skilanglauf-Kampfrichter Wjatscheslaw Wedenin und der Alpintrainerin Anastassija Popkowa gesprochen.

### Schlussfeier

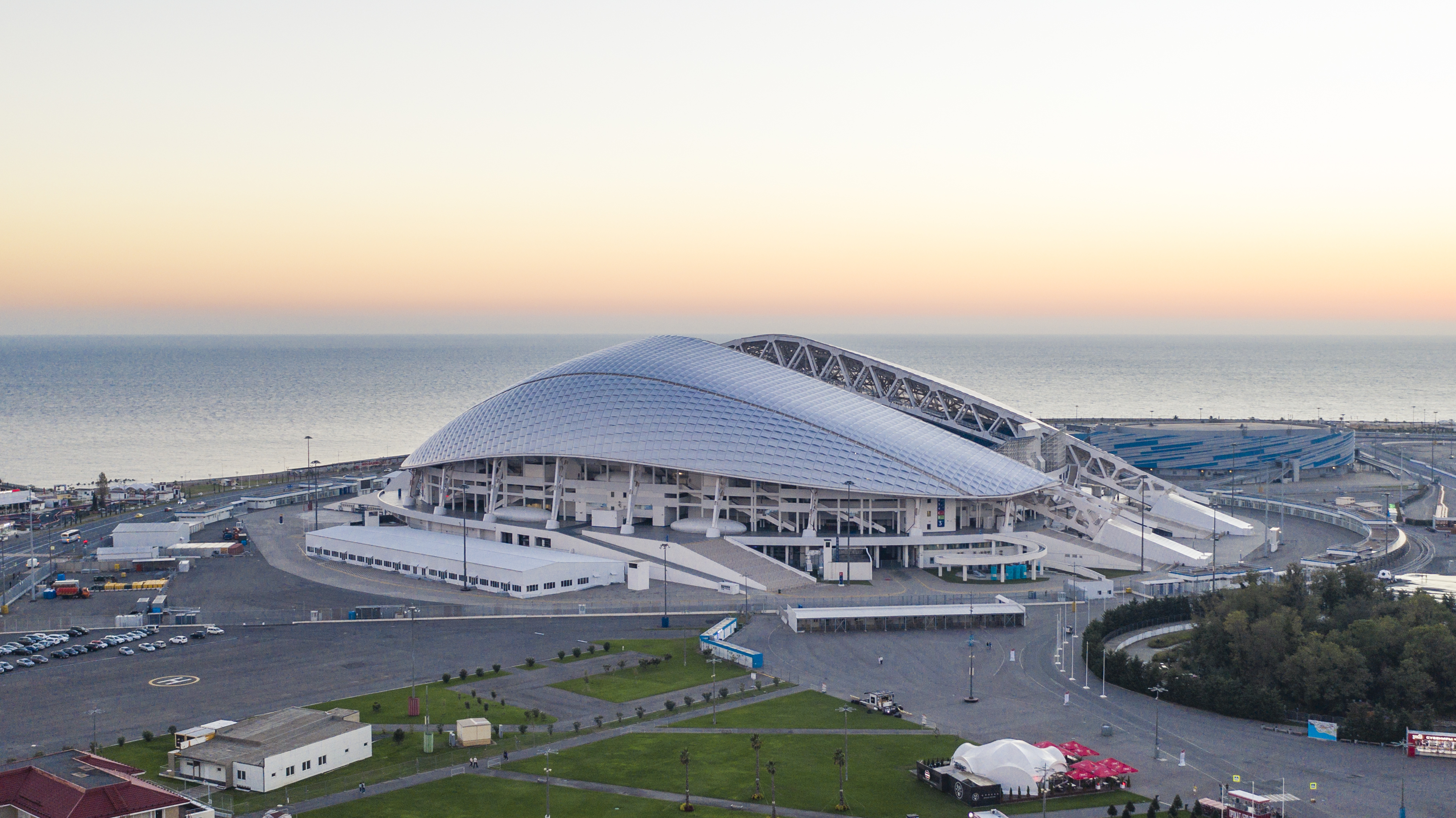
Das Olympiastadion, in dem die Abschlussfeier stattfand

Die Abschlussfeier fand am 23. Februar im Olympiastadion Sotschi statt. Sie stand unter der Leitung des Schweizer Theaterregisseurs Daniele Finzi Pasca.
Am Anfang der Show wurde ironisch auf das Nichtöffnen des fünften Ringes bei der Eröffnungsfeier hingewiesen. Dann führte die Feier über die Malerei Chagalls, die Musik Rachmaninows, den Büchern berühmter russischer Schriftsteller (z. B. Puschkin, Tolstoi), den weltbekannten Ballets des Bolshoi- und Mariinski-Theaters und des russischen Zirkus durch die reiche Kultur Russlands.
Die olympische Flagge wurde von Anatoliy Pakhomov (Sotschi) an Lee Seok-rea (Pyeongchang) übergeben. Am Ende pustete das Eisbär-Maskottchen das olympische Feuer aus.

## Wettkampfprogramm
Es wurden 98 Wettbewerbe (50 für Männer, 43 für Frauen und 5 Mixed-Wettbewerbe) in 7 Sportarten/15 Disziplinen ausgetragen. Das waren 12 Wettbewerbe mehr als in Vancouver 2010 – die Anzahl der Sportarten/Disziplinen blieb gleich. Nachfolgend die Änderungen im Detail:
- Im Biathlon erweiterte die Mixed 2 × 6-/2 × 7,5-km-Staffel das Programm.
- Beim Eiskunstlauf wurde der Mixed Teamwettkampf hinzugefügt.
- Im Rennrodeln wurde eine Mixed Teamstaffel eingeführt.
- Freestyle-Skiing wurde um Halfpipe und Slopestyle für Männer und Frauen erweitert.
- Debüt der Frauen beim Skispringen mit Einzelspringen von der Normalschanze.
- Im Snowboard wurden Slopestyle und Parallelslalom für Männer und Frauen hinzugefügt.

### Olympische Sportarten/Disziplinen
- Biathlon Gesamt (11) = Männer (5)/Frauen (5)/Mixed (1)
- Bobsport
  -  Bob Gesamt (3) = Männer (2)/Frauen (1)
  -  Skeleton Gesamt (2) = Männer (1)/Frauen (1)
- Curling Gesamt (2) = Männer (1)/Frauen (1)
- Eishockey Gesamt (2) = Männer (1)/Frauen (1)
- Eislauf
  -  Eiskunstlauf Gesamt (5) = Männer (1)/Frauen (1)/Mixed (3)
  -  Eisschnelllauf Gesamt (12) = Männer (6)/Frauen (6)
  -  Shorttrack Gesamt (8) = Männer (4)/Frauen (4)
- Rennrodeln Gesamt (4) = Männer (2)/Frauen (1)/Mixed (1)
- Skisport
  -  Freestyle-Skiing Gesamt (10) = Männer (5)/Frauen (5)
  -  Ski Alpin Gesamt (10) = Männer (5)/Frauen (5)
  - Ski Nordisch
    -  Nordische Kombination Gesamt (3) = Männer (3)
    -  Skilanglauf Gesamt (12) = Männer (6)/Frauen (6)
    -  Skispringen Gesamt (4) = Männer (3)/Frauen (1)

  -  Snowboard Gesamt (10) = Männer (5)/Frauen (5)

Anzahl der Wettkämpfe in Klammern

### Zeitplan
| Zeitplan        | Zeitplan         | Zeitplan              | Zeitplan | Zeitplan | Zeitplan | Zeitplan | Zeitplan | Zeitplan | Zeitplan | Zeitplan | Zeitplan | Zeitplan | Zeitplan | Zeitplan | Zeitplan | Zeitplan | Zeitplan | Zeitplan | Zeitplan | Zeitplan | Zeitplan           |
| Disziplin       | Disziplin        | Disziplin             | Do. 6.   | Fr. 7.   | Sa. 8.   | So. 9.   | Mo. 10.  | Di. 11.  | Mi. 12.  | Do. 13.  | Fr. 14.  | Sa. 15.  | So. 16.  | Mo. 17.  | Di. 18.  | Mi. 19.  | Do. 20.  | Fr. 21.  | Sa. 22.  | So. 23.  | Ent- schei- dungen |
| Disziplin       | Disziplin        | Disziplin             | Februar  | Februar  | Februar  | Februar  | Februar  | Februar  | Februar  | Februar  | Februar  | Februar  | Februar  | Februar  | Februar  | Februar  | Februar  | Februar  | Februar  | Februar  | Ent- schei- dungen |
| --------------- | ---------------- | --------------------- | -------- | -------- | -------- | -------- | -------- | -------- | -------- | -------- | -------- | -------- | -------- | -------- | -------- | -------- | -------- | -------- | -------- | -------- | ------------------ |
| Eröffnungsfeier |                  |                       |          |          |          |          |          |          |          |          |          |          |          |          |          |          |          |          |          |          |                    |
| Biathlon        | Biathlon         | Biathlon              |          |          | 1        | 1        | 1        | 1        |          | 1        | 1        |          | 1        | 1        |          | 1        |          | 1        | 1        |          | 11                 |
| Bob- sport      | Bob              | Bob                   |          |          |          |          |          |          |          |          |          |          |          | 1        |          | 1        |          |          |          | 1        | 3                  |
| Bob- sport      | Skeleton         | Skeleton              |          |          |          |          |          |          |          |          | 1        | 1        |          |          |          |          |          |          |          |          | 2                  |
| Curling         | Curling          | Curling               |          |          |          |          |          |          |          |          |          |          |          |          |          |          | 1        | 1        |          |          | 2                  |
| Eishockey       | Eishockey        | Eishockey             |          |          |          |          |          |          |          |          |          |          |          |          |          |          | 1        |          |          | 1        | 2                  |
| Eislauf         | Eiskunstlauf     | Eiskunstlauf          |          |          |          | 1        |          |          | 1        |          | 1        |          |          | 1        |          |          | 1        |          |          |          | 5                  |
| Eislauf         | Eisschnelllauf   | Eisschnelllauf        |          |          | 1        | 1        | 1        | 1        | 1        | 1        |          | 1        | 1        |          | 1        | 1        |          |          | 2        |          | 12                 |
| Eislauf         | Shorttrack       | Shorttrack            |          |          |          |          | 1        |          |          | 1        |          | 2        |          |          | 1        |          |          | 3        |          |          | 8                  |
| Rennrodeln      | Rennrodeln       | Rennrodeln            |          |          |          | 1        |          | 1        | 1        | 1        |          |          |          |          |          |          |          |          |          |          | 4                  |
| Skisport        | Freestyle-Skiing | Freestyle-Skiing      |          |          | 1        |          | 1        | 1        |          | 1        | 1        |          |          | 1        | 1        |          | 2        | 1        |          |          | 10                 |
| Skisport        | Ski Alpin        | Ski Alpin             |          |          |          | 1        | 1        |          | 1        |          | 1        | 1        | 1        |          | 1        | 1        |          | 1        | 1        |          | 10                 |
| Skisport        | Ski Nordisch     | Nordische Kombination |          |          |          |          |          |          | 1        |          |          |          |          |          | 1        |          | 1        |          |          |          | 3                  |
| Skisport        | Ski Nordisch     | Skilanglauf           |          |          | 1        | 1        |          | 2        |          | 1        | 1        | 1        | 1        |          |          | 2        |          |          | 1        | 1        | 12                 |
| Skisport        | Ski Nordisch     | Skispringen           |          |          |          | 1        |          | 1        |          |          |          | 1        |          | 1        |          |          |          |          |          |          | 4                  |
| Skisport        | Snowboard        | Snowboard             |          |          | 1        | 1        |          | 1        | 1        |          |          |          | 1        | 1        |          | 2        |          |          | 2        |          | 10                 |
| Schlussfeier    |                  |                       |          |          |          |          |          |          |          |          |          |          |          |          |          |          |          |          |          |          |                    |
| Entscheidungen  | Entscheidungen   | Entscheidungen        |          |          | 5        | 8        | 5        | 8        | 6        | 6        | 6        | 7        | 5        | 6        | 5        | 8        | 6        | 7        | 7        | 3        | 98                 |
|                 |                  |                       | Do. 6.   | Fr. 7.   | Sa. 8.   | So. 9.   | Mo. 10.  | Di. 11.  | Mi. 12.  | Do. 13.  | Fr. 14.  | Sa. 15.  | So. 16.  | Mo. 17.  | Di. 18.  | Mi. 19.  | Do. 20.  | Fr. 21.  | Sa. 22.  | So. 23.  |                    |
| Februar         |                  |                       |          |          |          |          |          |          |          |          |          |          |          |          |          |          |          |          |          |          |                    |

Farblegende

## Doping und Dopingvorwürfe gegen russische Sportler
Bei sieben Teilnehmern der Spiele wurde eine positive Dopingprobe entnommen. Dies waren die deutsche Biathletin Evi Sachenbacher-Stehle, die Bobfahrer William Frullani aus Italien und Daniel Zalewski aus Polen, die beiden Skilangläufer Maryna Lissohor aus der Ukraine und Johannes Dürr aus Österreich sowie die Eishockeyspieler Vitālijs Pavlovs aus Lettland und Nicklas Bäckström aus Schweden. Vier Sportler wurden des Dopens mit Methylhexanamin überführt.
Im Mai 2016 veröffentlichte die New York Times einen Bericht, wonach es vor den Olympischen Winterspielen in Sotschi ein staatlich gestütztes Doping-System in Russland gegeben habe. Die Zeitung schrieb von mindestens 15 gedopten russischen Medaillengewinnern und berief sich dabei auf den Leiter des Anti-Doping-Labors in Moskau, Grigori Rodtschenkow. Dieser habe extra für russische Sportler einen Mix aus drei verschiedenen Dopingmitteln entwickelt und in nächtlichen Aktionen Urinproben ausgetauscht. Zu den gedopten Sportlern habe demnach der Bobpilot Alexander Subkow (zwei Goldmedaillen im Zweier- und Viererbob), der Langläufer Alexander Legkow (Gold über 50 km, Silber mit der 4 × 10-km-Staffel), der Skeletonpilot Alexander Tretjakow (Gold im Einzel) sowie die russische Eishockeymannschaft der Frauen (6. Platz) gehört.
Subkow, Legkow und Tretjakow dementierten die Vorwürfe ebenso wie die russische Regierung. Die Welt-Anti-Doping-Agentur (WADA) bestätigt jedoch diesen Bericht. Anfang November 2017 erkannte das IOC Legkow die gewonnenen olympischen Medaillen ab.

## Kritik und Kontroversen

### Kosten
Die Winterspiele in Sotschi kosteten rund 50 Milliarden Dollar, das war je nach Quelle mehr als alle fünf Spiele zuvor zusammen genommen oder sogar mehr als alle je gelaufenen Winterspiele zusammen.

### Arbeitsbedingungen auf den Baustellen – Todesfälle infolge von Korruption
Anfang 2013 berichtete Human Rights Watch von Missständen auf den Baustellen und stellte fest, dass Arbeitgeber Reisepässe und Arbeitsgenehmigungen von Arbeitsmigranten aus dem Ausland beschlagnahmten.
Ghost of Sutschi, ein Recherche-Netzwerk um den Journalisten Roman Anin der Nowaja gaseta, enthüllte, dass die Korruption rund um den Bau zu mangelnder Arbeitssicherheit beitrug, der hunderten von Arbeitsmigranten das Leben auf den Baustellen von Sotschi kostete.
Nach Presseberichten sollen die meisten der ca. 100.000 auf den Olympia-Baustellen beschäftigten Arbeiter keinen oder nur einen Teil des Lohnes erhalten haben. Nach vereinzelten Protestaktionen wurden unerwünschte Arbeiter zurück in ihre Heimat gebracht. Das Sotschi-Büro der Menschenrechtsorganisation Memorial berichtete vom Versuch der Behörden, „einen Vorwand für die Ausweisung“ der offenbar nicht mehr benötigten Arbeiter zu finden. „Polizei, freiwillige Helfer und Ausländerbehörden sorgen dafür, dass niemand in Sotschi bleibt. Unsere Brigaden werden die Straßen säubern. Ich fordere: Keine Gnade!“, sagte damals Gouverneur Alexander Tkatschow.

### Vertreibungen
Das Internationale Komitee der Tscherkessen kritisiert die Wahl Sotschis als Austragungsort der Winterspiele 2014. Der Kaukasuskrieg endete 1864 mit der vollständigen Vertreibung der indigenen Bevölkerung, der Ubychen, sowie einer 80-prozentigen Vertreibung anderer indigener tscherkessischer und abasinischer Stämme.
Die letzten, vernichtenden Gefechte des Kaukasuskrieges wurden im Gebiet oberhalb der heutigen Stadt Sotschi im heutigen Krasnaja Poljana die letzte Schlacht von Kbaade ausgetragen und Hunderttausende wurden dazu gezwungen, in das osmanische Reich zu emigrieren. Der – insbesondere von vielen Tscherkessen als solcher angesehene – Genozid an ihrem Volk findet hier allerdings keinerlei Würdigung oder Gedenken, obwohl Sotschi von vielen Tscherkessen als ihre letzte historische Hauptstadt betrachtet wird, da 1864 dort ihre zentrale Versammlung, der Madschlis, letztmals tagte. Der Vorsitzende des Internationalen Komitees der Tscherkessen, Iyad Youghar, kritisiert das Abhalten von Spielen auf den Pisten Sotschis, da sich unter diesen die Gräber ihrer Vorfahren befinden würden. Während der Bauarbeiten wurde nach Angaben des Komitees auf dem Baugelände ein Massengrab entdeckt.
Kurz vor Beginn der Spiele wurden führende tscherkessische Kritiker von der russischen Polizei festgenommen.

### Gesetz zur Homosexualität
Zudem gab es Proteste und Kritik, da Russland im Jahr 2013 ein Gesetz erlassen hat, das die positive Darstellung von Homosexualität in der Öffentlichkeit beziehungsweise in Anwesenheit von Minderjährigen als „homosexuelle Propaganda“ mit Geldstrafen belegt.
In einem von zahlreichen Prominenten unterzeichneten Appell forderte der Lesben- und Schwulenverband in Deutschland (LSVD) im Januar 2014 die deutsche Delegation auf, ein Zeichen gegen die als homophob kritisierte Politik des Gastgeberlandes zu setzen.

### Besuchsabsagen und Boykottaufrufe
Während die deutsche Bundeskanzlerin Angela Merkel sich gegen einen Olympiaboykott aussprach, kündigte Bundespräsident Joachim Gauck an, die Spiele „aus protokollarischen Gründen“ nicht zu besuchen. Nachdem er „rechtsstaatliche Defizite sowie eine Behinderung kritischer Medien“ zuvor mehrmals kritisiert hatte, interpretierte der Spiegel die Absage als Kritik an Menschenrechtsverletzungen und dem Umgang mit der Opposition in Russland.
Eine Sprecherin Gaucks gab an, der Vorgang sei nicht als Boykott zu verstehen. 2010 habe auch der damalige Bundespräsident Horst Köhler auf die Reise zu den Winterspielen in Vancouver verzichtet.
Österreich hingegen war durch ein größeres Regierungsaufgebot in Russland vertreten. So sagten u. a. Bundeskanzler Werner Faymann, Verteidigungs- und Sportminister Gerald Klug aber auch FPÖ Parteiobmann Heinz-Christian Strache ihren Besuch zu. Der Sporthistoriker Matthias Marschik von der Universität Wien vertritt in diesem Zusammenhang die Ansicht, dass ein Politiker-Boykott eine große öffentliche Resonanz hätte.
Ebenso erklärten der französische Präsident François Hollande der belgische Premierminister Elio Di Rupo und der luxemburgische Premierminister Xavier Bettel, dass sie nicht nach Sotschi reisen werden.
Der französische Außenminister Laurent Fabius erklärte, dass keine hochrangigen Regierungsvertreter aus Frankreich in Sotschi anwesend sein werden, stattdessen werde die französische Sportministerin der Eröffnungsfeier beiwohnen.
Am 17. Dezember erklärten der US-amerikanische Präsident Barack Obama und der Vizepräsident Joe Biden, dass weder sie noch ein anderes aktuelles Regierungsmitglied nach Sotschi reisen werden.
Dem Boykott folgten ebenso die litauische Präsidentin Dalia Grybauskaitė und der kanadische Premierminister Stephen Harper.
Auch der britische Premierminister David Cameron kündigte an, er werde nicht nach Sotschi reisen.

### Anschlagsdrohungen und Sicherheitsvorkehrungen
Das Kaukasus-Emirat unter Doku Umarow drohte mit Anschlägen auf diese Olympischen Spiele.
Laut Medien hat Russland umgerechnet rund 1,4 Milliarden Euro für die Sicherheit der Olympischen Winterspiele investiert.
Im Vorfeld wurde berichtet, dass während der olympischen Winterspiele in Sotschi die Telefonate und Internetnutzung der teilnehmenden Athleten überwacht werden. Kurz vor den Spielen trat am 1. Februar 2014 in Russland ein neues Gesetz in Kraft, welches z. B. erlaubt, Internetseiten ohne Gerichtsbeschluss zu schließen, wenn dort zu illegalen Handlungen aufgerufen wird. Die umfassenden Überwachungsmaßnahmen in Sotschi werden auch als Experimentierfeld für zukünftige Sicherheitsstrategien im ganzen Land angesehen.
Vier Wochen vor Beginn der Winterspiele gab die Regierung der USA aufgrund bestehender Terrorgefahr eine offizielle Reisewarnung für US-Bürger heraus.
Das Auswärtige Amt in Berlin mahnte in seinem am 31. Dezember 2013 aktualisierten Reisehinweisen zur Vorsicht bei Reisen nach Sotschi und riet von Reisen in den angrenzenden Nordkaukasus ab.
Nach den Anschlägen in Wolgograd im Herbst 2013 setzten russische Behörden am 7. Januar 2014 erheblich verschärfte Sicherheitsmaßnahmen in Kraft: Die Einsatzkräfte wurden in erhöhte Alarmbereitschaft versetzt, mehrere 10.000 von Kosaken verstärkte Uniformierte und Zivilbeamte wurden aufgeboten, unter anderem zur Zutrittskontrolle in verschiedenen Sicherheitszonen. Auch russische Besucher mussten sich nun binnen drei Tagen anmelden, zudem wurden die militärischen Spezialkräfte Speznas zur Sicherung eingesetzt. Eigene Pkw mussten kilometerweit vorher abgestellt, für eine Weiterfahrt der ÖPNV benutzt werden; in Sotschi waren nur noch dort sowieso oder speziell zugelassene Fahrzeuge zugelassen. Diese Anweisungen galten bis 21. März, einige Tage nach Ende der 11. Winter-Paralympics.

### Verurteilung eines Olympiakritikers zu Lagerhaft
Der Ökologe und Umweltaktivist Jewgeni Witischko wurde zu drei Jahren Lagerhaft verurteilt. Er prangerte Umweltschäden durch die Baumaßnahmen für die Olympischen Winterspiele 2014 an und soll an einer Villa des Gouverneurs der Olympia-Region Krasnodar Alexander Tkatschow Protestplakate angebracht haben, weil das Gebäude ohne rechtliche Grundlage gebaut worden sein soll. Er wurde deswegen wegen vorsätzlicher Sachbeschädigung schuldig gesprochen und verurteilt. Human Rights Watch sprach von einem politischen Urteil.

## Sochi Park

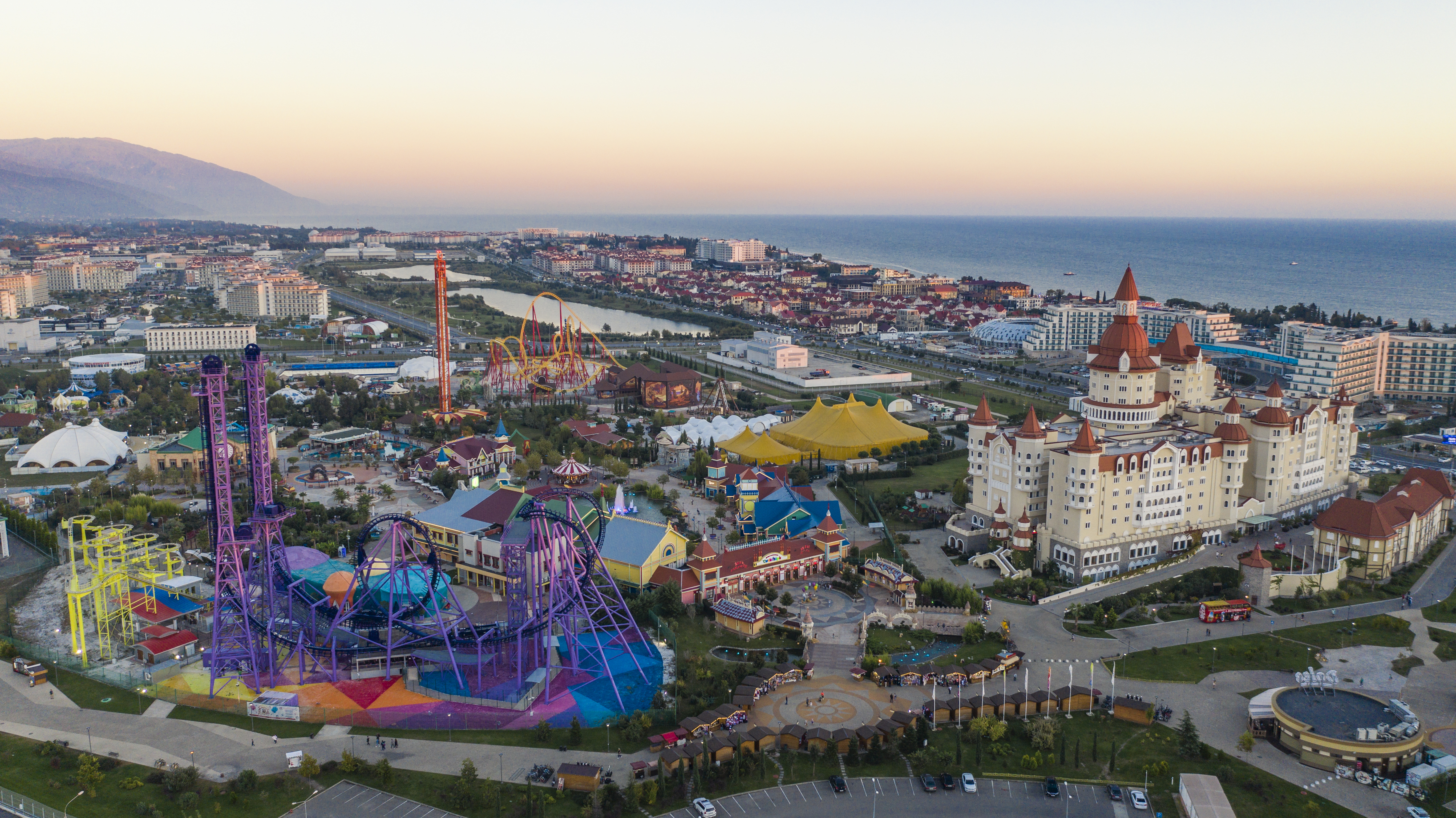
Sotschi Park im Oktober 2018

Im Rahmen des Bebauungsplans für den Olympiapark wurde beschlossen, den ersten modernen Freizeitpark Russlands zu erbauen. Unter Mitwirkung vieler europäischer Organisatoren und Firmen wurde innerhalb von zwei Jahren der 275 Millionen Euro teure „Sochi Park“ errichtet. Auch hier sind Baufehler und Zeitverzögerungen bekannt geworden. Der Park wurde nicht rechtzeitig fertiggestellt und befand sich während der XXII. Olympischen Winterspiele nur in einer Pre-Opening-Phase, die Gesamteröffnung konnte erst im Sommer 2014 stattfinden.
Ein Themenbereich des Parks setzt sich ausschließlich mit der Geschichte der Olympischen Spiele auseinander.